# Municipio Villa Guerrero (Jalisco)
Koordinaten: 21° 59′ N, 103° 36′ W
Villa Guerrero ist ein Municipio im mexikanischen Bundesstaat Jalisco in der Región Norte. Das Municipio hatte beim Zensus 2010 5.638 Einwohner; die Fläche des Municipios beträgt 675 km².
Einziger Ort im Municipio mit zumindest 500 Einwohnern und Verwaltungssitz ist das gleichnamige Villa Guerrero (bis 1921 El Salitre genannt). Das Municipio umfasst insgesamt 61 Ortschaften.
Das Municipio Villa Guerrero grenzt an die Municipios Totatiche, Mezquitic, Chimaltitán und Bolaños sowie ans Municipio Monte Escobedo im Bundesstaat Zacatecas.
Das Gemeindegebiet liegt auf 900 m bis 2100 m Höhe. Mehr als zwei Drittel der Gemeindefläche sind bewaldet, 14 % sind Weideflächen, weitere 10 % werden landwirtschaftlich genutzt.